# Alojzy Koziełek
Alojzy Koziełek (ur. 2 lutego 1879 w Jaroniowie, zm. 20 listopada 1949 w Knurowie) – polski ksiądz katolicki.

## Życiorys
Urodził się 2 lutego 1879 r. w Jaroniowie k. Baborowa. Po ukończeniu szkoły powszechnej i gimnazjum studiował teologię i ekonomię społeczną na uniwersytetach we Wrocławiu i Monachium. Po otrzymaniu święceń kapłańskich 20 czerwca 1903 r., pełnił obowiązki wikarego w Katowicach, Pszczynie i Berlinie. W latach 1908–1923 był proboszczem w Szerokiej, a następnie w Miedźnej k. Pszczyny (1923–1928). W latach 1922–1923 pełnił obowiązki inspektora w śląskim kuratorium oświaty. 31 maja 1928 r. został proboszczem w parafii św. św. Cyryla i Metodego w Knurowie. Wraz z bratem ks. Janem w latach 1924 i 1932 brał czynny udział w kongresach pansłowiańskich odbywających się w Velehradzie. W czasie okupacji ukrywał się w okolicach Pszczyny oraz prawdopodobnie w Kochłowicach. Po zakończeniu II wojny światowej wrócił do Knurowa i dokończył budowę nowego kościoła, którego poświęcenie odbyło się 13 lipca 1948 r. Jest autorem pierwszej monografii Knurowa: Knurów i Krywałd. Kronika na tle historii Ziemi Gliwickiej (1937).
Zmarł w Knurowie 20 listopada 1949 r. Tam też jest pochowany.

## Ordery i odznaczenia
- Złoty Krzyż Zasługi (4 maja 1929)[2]